# Keke Rosberg
Keijo Erik Rosberg (n. 6 decembrie 1948, Solna, comitatul Stockholm, Suedia), cunoscut mai bine drept „Keke” ([ˈkeke ˈruːsbæri] ⓘ), este un fost pilot de curse finlandez și câștigător al Campionatului Mondial de Formula 1 din 1982. A fost primul pilot finlandez care a concurat regulat în serie, precum și primul campion finlandez. Este tatăl campionului mondial de Formula 1 din 2016, Nico Rosberg.